# Главна народна скупштина у Београду
Главна народна скупштина у Београду је одржана 14. и 15. децембра 1808. године.
Још y току 1805. код појединих народних првака јавила сe тежња да сe ограничи Карађорђева аутократска власт. Ту тежњу помагали су и руски званични кругови па јe и Чарториски, још за време боравка прве депутације y Петрограду, саветовао проти Матеји Ненадовићу да сe y новоослобођеним крајевима успостави „Синод", „Совјет" који ће доносити законе и вршити акта законодавне и управне власти. И y свим својим доцнијим додирима са вођама устанка, који су били чести и значајни, руски званични кругови отворено су заступали ту тежњу. На тај начин y Србији сe јавио уставни помрет. Карађорђе је пристао да сe, одмах после заузећа Смедерева, установи „Правитељствујушчи совјет сербски" (Савет), али није могао да га призна за највишу власт y земљи. Први пак уставни закон израдио јe један одбор од пет Срба и три Руса. Он сe састојао из 12 тачака, a њиме сe установљава Управни сенат српски на кога сe преноси сва законодавна и управна власт y земљи. Кнезу сe даје само право помиловања криваца и награђивања заслужних људи. Овај први уставни закон није имао никаквих одредаба о скупштини народној. Иако тај уставни закон није прихватио руски цар, чије сe одобрење предвиђало, a није га примила ни скупштина народна, почело сe по њему владати, разуме сe y границама онога што јe Карађорђе хтео и могао да препусти Сенату. Уз све то, Сенат јe проширивао делокруг своје власти. Да би сe, ипак, дошло до једног трајног уставног закона, Карађорђе јe, са пристанком Савета, октраисао нови уставни закон. Пројекат тога уставног закона направљен јe y Тополи, за време тродневног већања од 28—30. новембра 1808, о Карађорђевој крсној слави, којом приликом су сe y Тополи затекле главне старешине Београдске и Крагујевачке нахије, као и други прваци. Том приликом одређено јe да сe y Београду, 14. децембра те године, одржи „главна" народна скупштина која ће те закључке, заједно са Саветом, прогласити и провести y дело.
Ta главна народна скупштина, заједно са Саветом, састала сe на уречени дан y Београду и y форми једног прогласа донела ове закључке:
1. да ce Карађорђе прогласи и по трећи пут за Врховног предводитеља и Господара над Србијом, са наследством y законитом његовом мушком потомству, и једним актом од скупштине призна;
2. да Карађорђе ради по стварима које сe тичу земље и народа споразумно са Саветом;
3. да Карађорђе призна Савет за врховни народни суд, и да га као такова y целој земљи прогласи.

Овај уставни акт потврђен јe печатима и потписима Савета и Карађорђа, a обнародован јe једним циркуларом који јe разаслан свим старешинама y појединим нахијама. Старешине су биле дужне да га разгласе даље. О установи народне скупштине, y овоме уставном акту нема ни једне речи, али јe изван ових закључака решено да сe народна скуштина сваке године сазива о малом Божићу (православна Нова година) ради саветовања о потребама земаљскгим и доношења потребних одлука. Приликом тих скупштина, старешине су предавале рачуне и пред Саветом одговарале на тужбе, уколико јe народ какве противу ших подносио.